# Тауэр (посёлок в Германии)
Тауэр или Ту́рей (нем. Tauer; н.-луж. Turjej) — община в Германии, в земле Бранденбург.
Входит в состав района Шпре-Найсе. Подчиняется управлению Амт Пайц. Население составляет 751 человек (на 31 декабря 2010 года). Занимает площадь 41,91 км².

## Население
В настоящее время деревня входит в состав культурно-территориальной автономии «Лужицкая поселенческая область», на территории которой действуют законодательные акты земель Саксонии и Бранденбурга, содействующие сохранению лужицких языков и культуры лужичан.
| Год  | Население |
| ---- | --------- |
| 2005 | 804       |
| 2010 | 762       |